# Spoorlijn Pontoise - Sagy
De Spoorlijn Pontoise - Sagy was een Franse spoorlijn aan de noordwestkant van Parijs van Pontoise naar Sagy. De lijn was 16 km lang.

## Geschiedenis
De lijn werd aangelegd door de Compagnie des chemins de fer de grande banlieue en geopend in 1912. 
De lijn werd gesloten gelijk met de andere lijnen van de CGB in 1949.

## Aansluitingen
In de volgende plaatsen is of was er een aansluiting op de volgende spoorlijnen:
Pontoise
RFN 330 000 tussen Saint-Denis en Dieppe
RFN 338 000 tussen Achères en Pontoise
Gency
lijn tussen Saint-Germain-en-Laye en Gency
Sagy
lijn tussen Saint-Germain-en-Laye en Magny-en-Vexin

## Galerij

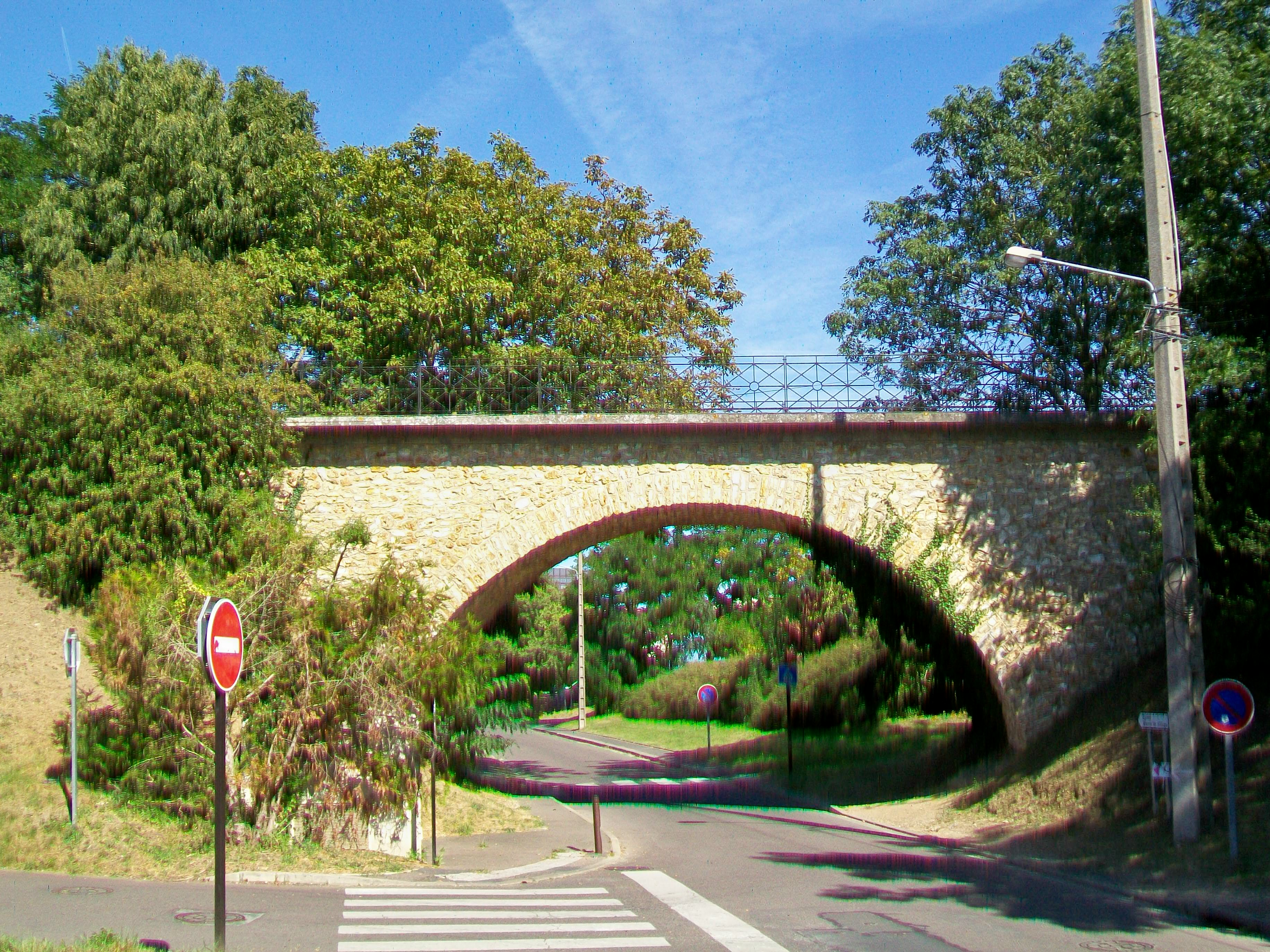
Voormalige spoorbrug over de Rue du Repos in Cergy